# コレオプター

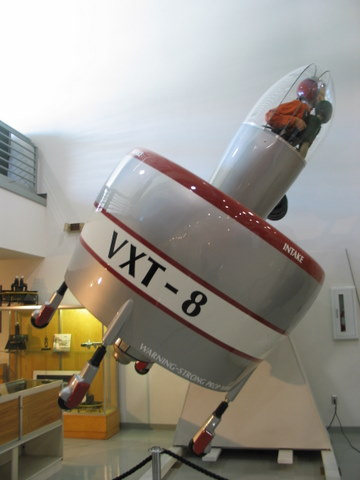
ヒラー航空博物館に展示されるVXT-8の実物大模型

コレオプター(coleopter)は胴体がダクテッドファンの内部に備えられる垂直離着陸機の形式。一般的に大きな樽のような形状が後部に延長され、小型の操縦席がそこから前にある。コレオプターは一般的にテイルシッターでもある。語彙は1950年代にフランスで最初に開発されたC450 コレオプテールで甲虫を意味するcoléoptèreに由来する。
最初にコレオプターの概念の設計を明確に使用した航空機は第二次世界戦中に開発された。1944年からドイツ空軍は常に航空基地を爆撃に晒され続けており大規模な作戦に対処する事は困難だった。そこで滑走路の不要などこからでも離着陸が可能な垂直離着陸迎撃機の導入が提案され多くの提案はこのようなシステムだった。ハインケルはハインケル ヴェスペやハインケル レルヒェの一連の設計の一環として検討開発した。ヴェスペはベンツ製の2000馬力のターボプロップエンジンを搭載する予定だったが実現せず、レルヒェは代わりに2基のダイムラー・ベンツ DB 605レシプロエンジンを搭載する予定だったがこちらも実現しなかった。
第二次世界大戦後、VTOLの研究はヘリコプターが中心になった。しかし、単純な回転翼の限界が明らかになり、他の解決策が模索され、多くはジェットエンジンを直接垂直の推力に使用する方法に切り替えられた。スネクマは1950年代にAtar Volantシリーズの一環として一連の開発を行った。さらに改良された設計のためスネクマとノール・アビアシオンは環状翼を備えたC.450 Coléoptèreを開発した。Coléoptèreは first flew on 6 May 1959年5月6日に初飛行したが7月25日に墜落して更新されなかった。試験した時点ではエンジンの角運動量に関連する複数の深刻な問題で操縦は困難だった。
アメリカではヒラー・ヘリコプターでCharles Zimmermanによってダクテッドファンを備えた複数のプラットホームが設計された。幾つかの初期の成功後、陸軍は機体の大きさと重量を増やすように要求したところ、安定性の問題が新たに生じた。これらは修正するためには一般的により大きさと出力を必要としたが設計は不十分だった。代わりにヒラーは海軍に完全なコレオプターの設計の概念を製造を持ち掛けた。これはスネクマの設計に酷似するヒラー VXT-8として実現したがジェットエンジンの代わりにプロペラを備えた。しかし、UH-1のようなレシプロエンジン式よりも著しく性能が向上したタービン式のヘリコプターが導入されたために海軍は予想された性能が幾分優れていたにもかかわらずVXT-8への関心を失い、実物大模型のみが完成した。
コンベア社はAdvanced Aerial Fire Support System (AAFSS)の競争入札でコレオプターの配置をモデル49の提案に選んだ。AAFSSは高速ヘリコプターの設計を攻撃と支援任務のために打診して複合ヘリコプターが想定されたがモデル49の設計は従来型ではなかった。陸軍は"従来型を選び"AH-56 シャイアンとS-66がさらに開発が進められた。